# Сокол, Артём Анатольевич
Артём Анатольевич Сокол (бел. Арцём Анатолевіч Сокал; род. 30 марта 1994, Минск) — белорусский футболист, защитник самаркандского «Динамо».

## Клубная карьера
Воспитанник минской «Смены», позже перешедший в минское «Динамо». В 2011 году начал играть за дубль. Сезон 2015 года провёл в аренде в Первой лиге в клубе «Берёза-2010». По окончании сезона клуб прекратил своё существование. В апреле 2016 года Сокол, покинув «Динамо», стал игроком могилёвского «Днепра», где сначала играл в стартовом составе, но позже стал выходить на замену.
В июле 2016 года он перешёл в минское «Торпедо», где зарекомендовал себя как левый защитник. В сезоне 2017 был капитаном столичной команды. Сезон 2018 в Высшей лиге также стартовал в стартовом составе, но в сентябре перестал появляться на поле из-за травмы. В январе 2019 года он покинул «Торпедо» по истечении срока контракта.
В марте 2019 года стал игроком «Гомеля». В составе гомельской команды выходил на замену. В стартовом составе выходил в июне-июле, но также играл за дубль. В январе 2020 года покинул «Гомель» по истечении контракта.
В феврале 2020 года перешёл в «Энергетик-БГУ». Закрепился в стартовом составе и стал одним из основных игроков команды, а в 2021 году и капитаном.
В феврале 2022 года находился на просмотре в калининградской «Балтике», но безуспешно. Вскоре начал тренироваться с «Гомелем» и в марте официально вернулся в клуб. В январе 2023 года покинул клуб.
В феврале 2023 года футболист перешёл в узбекский клуб «Сурхан». В январе 2024 года футболист покинул узбекский клуб.

## Карьера в сборной
В 2011 году выступал за юношескую сборную Беларуси до 19 лет. В 2014 году выступал за молодёжную сборную на Кубке Содружества в Санкт-Петербурге.

### Статистика
| Сезон    | Дивизион | Клуб            | Страна   | Матчи | Голы |
| -------- | -------- | --------------- | -------- | ----- | ---- |
| 2011     | дубль    | Динамо (Минск)  | Беларусь | 18    | 0    |
| 2012     | дубль    | Динамо (Минск)  | Беларусь | 29    | 1    |
| 2013     | дубль    | Динамо (Минск)  | Беларусь | 27    | 0    |
| 2014     | дубль    | Динамо (Минск)  | Беларусь | 32    | 0    |
| 2015     | Д2       | Берёза-2010     | Беларусь | 25    | 0    |
| 2016 (1) | Д2       | Днепр (Могилёв) | Беларусь | 10    | 0    |
| 2016 (1) | Д2       | Торпедо (Минск) | Беларусь | 14    | 2    |
| 2017     | Д2       | Торпедо (Минск) | Беларусь | 29    | 3    |
| 2018     | Д1       | Торпедо (Минск) | Беларусь | 18    | 0    |
| 2019     | Д1       | Гомель          | Беларусь | 11    | 0    |
| 2020     | Д1       | Энергетик-БГУ   | Беларусь | 22    | 0    |
| 2021     | Д1       | Энергетик-БГУ   | Беларусь | 27    | 1    |
| 2022     | Д1       | Гомель          | Беларусь | 26    | 1    |

## Достижения
«Гомель»
- Обладатель Кубка Беларуси: 2021/22